# Sansibia formosana
Sansibia formosana is een zachte koraalsoort uit de familie Xeniidae. De koraalsoort komt uit het geslacht Sansibia. Sansibia formosana werd in 1950 voor het eerst wetenschappelijk beschreven door Utinomi. 